# Ratując pana Banksa
Ratując pana Banksa (ang. Saving Mr. Banks, 2013) – amerykańsko-brytyjsko-australijski dramat biograficzno-historyczny w reżyserii Johna Lee Hancocka.
Światowa premiera filmu miała miejsce 20 października 2013 podczas BFI London Film Festival. Polska premiera - 16 listopada 2013 w ramach 21. Międzynarodowego Festiwalu Sztuki Autorów Zdjęć Filmowych Plus Camerimage w Bydgoszczy.

## Opis fabuły
Walt Disney obiecuje swoim córkom, iż zekranizuje powieść Mary Poppins. Jednakże zdobycie praw do ekranizacji zajmie mu ponad dwadzieścia lat. W końcu Disney zaprasza do Los Angeles nieugięta autorkę powieści P.L. Travers, która wciąż sceptycznie nastawiona jest do sposobu realizacji filmu.

## Obsada
- Emma Thompson – Pamela "P.L." Travers
- Tom Hanks – Walt Disney
- Colin Farrell – Travers Robert Goff
- Ruth Wilson – Margaret Goff
- Paul Giamatti – Ralph
- Bradley Whitford – Don DaGradi
- B.J. Novak – Robert B. Sherman
- Jason Schwartzman – Richard M. Sherman
- Kathy Baker – Tommie
- Melanie Paxson – Dolly
- Annie Rose Buckley – młoda P. L. Travers
- Rachel Griffiths – ciocia Ellie
- Ronan Vibert – Diarmuid Russell

## Nagrody i nominacje
86. ceremonia wręczenia Oscarów
- nominacja: najlepsza muzyka − Thomas Newman

71. ceremonia wręczenia Złotych Globów
- nominacja: najlepsza aktorka w filmie komediowym lub musicalu − Emma Thompson

20. ceremonia wręczenia nagród Gildii Aktorów Ekranowych
- nominacja: wybitny występ aktorki w roli pierwszoplanowej − Emma Thompson

18. ceremonia wręczenia Satelitów
- nominacja: najlepszy film fabularny
- nominacja: najlepsza aktorka w filmie fabularnym − Emma Thompson
- nominacja: najlepszy aktor w roli drugoplanowej − Tom Hanks
- nominacja: najlepszy scenariusz oryginalny − Kelly Marcel i Sue Smith
- nominacja: najlepsza scenografia i dekoracja wnętrz − Lauren E. Polizzi i Michael Corenblith
- nominacja: najlepsze kostiumy − Daniel Orlandi